# Cuyahoga Falls
Cuyahoga Falls je město v okrese Summit County ve státě Ohio ve Spojených státech amerických. K roku 2006 zde žilo 50 398 obyvatel. S celkovou rozlohou 66,4 km² byla hustota zalidnění 762,5 obyvatel na km².
Pocházejí odtud například režisér Jim Jarmusch nebo herečka Gates McFaddenová.